# Aichi E3A
Aichi E3A — японский самолёт-разведчик, разработанный немецкой компанией Heinkel под наименованием Heinkel HD 56.

## История и эксплуатация
Самолёт был сконструирован фирмой Heinkel по заказу японской фирмы Aichi для Императорского флота Японии. Первоначально самолёт имел название Heinkel HD 56. HD 56 имел 9-цилиндровый двигатель Wright Whirlwind J-6 мощностью 220 л. с. Первые испытания самолёта начались в 1929 году, а в 1930 году самолёт прибыл в Японию.
В Японии самолёт решили модернизировать. Модернизацией самолёта занимался Тэцуо Микки. На модернизированной версии был установлен двигатель Tempû фирмы Tokio Gasu Denki, мощностью 300—340 л. с. с двухлопастным деревянным винтом. Размах крыльев был уменьшен, был уменьшен размах стабилизатора и высота вертикального оперения. В 1931 году экипаж в составе летчиков-испытателей Aichi Канекичи Йокояма и Томизо Амагаи совершили первый полет на модернизированном самолёте с порта Нагоя. В том же году самолёт стал называться Aichi E3A.
Aichi E3A базировались на лёгких крейсерах класса Сэндай. К 1937 году самолёты Aichi E3A были переведены в лётные школы, некоторые были проданы в гражданские авиакомпании и вскоре списаны.

## Лётно-технические характеристики
| Размах крыла, м             | 11,10 |
| Длина, м                    | 8,45 |
| Высота, м                   | 3,67 |
| Масса, кг                   | |
| пустого самолета            | 1118 |
| максимальная взлетная       | 1600 |
| Тип двигателя               | 1 ПД Type 90 Gusuden Tempu                                                                                             |
| Мощность, л.с.              | 1 х 300 |
| Максимальная скорость, км/ч | 198 |
| Крейсерская скорость, км/ч  | 125 |
| Практическая дальность, км  | 740 |
| Скороподъемность, м/мин     | 164 |
| Практический потолок, м     | 4710 |
| Экипаж, чел                 | 2 |
| Вооружение:                 | один передний неподвижный 7.7-мм пулемет, один 7.7-мм пулемет на турели установленный в задней кабине, две 30-кг бомбы |